# Qatar Total Open 2012
Qatar Ladies Open 2012 - жіночий професійний тенісний турнір, що проходив на кортах з твердим покриттям. Це був 10-й за ліком турнір. Відбувся в International Tennis and Squash complex у Досі (Катар). Тривав з 13 до 19 лютого 2012 року. Категорія турніру підвищилась з Premier до Premier 5. Вікторія Азаренко здобула титул в одиночному розряді.

## Переможниці та фіналістки

### Одиночний розряд
Вікторія Азаренко —  Саманта Стосур, 6–1, 6–2
- Для Азаренко це був 3-й титул за сезон і 11-й — за кар'єру.

### Парний розряд
Лізель Губер /  Ліза Реймонд —  Ракель Копс-Джонс /  Абігейл Спірс, 6–3, 6–1

## Учасниці основної сітки в одиночному розряді

### Сіяні учасниці
| Країна     | Гравчиня               | Рейтинг1 | Сіяна |
| ---------- | ---------------------- | -------- | ----- |
| Білорусь   | Вікторія Азаренко      | 1        | 1     |
| Данія      | Каролін Возняцкі       | 4        | 2     |
| Австралія  | Саманта Стосур         | 5        | 3     |
| Польща     | Агнешка Радванська     | 6        | 4     |
| Франція    | Маріон Бартолі         | 7        | 5     |
| Росія      | Віра Звонарьова        | 8        | 6     |
| Італія     | Франческа Ск'явоне     | 11       | 7     |
| Сербія     | Єлена Янкович          | 13       | 8     |
| Німеччина  | Сабіне Лісіцкі         | 14       | 9     |
| Росія      | Анастасія Павлюченкова | 15       | 10    |
| Словаччина | Домініка Цібулкова     | 16       | 11    |
| КНР        | Пен Шуай               | 17       | 12    |
| Сербія     | Ана Іванович           | 18       | 13    |
| Росія      | Світлана Кузнецова     | 19       | 14    |
| Словаччина | Даніела Гантухова      | 20       | 15    |
| Німеччина  | Юлія Гергес            | 21       | 16    |

- 1 Рейтинг подано станом на 6 лютого 2012

### Інші учасниці
Нижче наведено учасниць, які отримали вайлдкард на участь в основній сітці:
- Фатма Аль Набхані
- Унс Джабір
- Надя Лаламі

Нижче наведено гравчинь, які пробились в основну сітку через стадію кваліфікації:
- Катерина Бондаренко
- Віра Душевіна
- Каролін Гарсія
- Енн Кеотавонг
- Варвара Лепченко
- Уршуля Радванська
- Віржіні Раззано
- Александра Возняк

### Відмовились від участі
- Петра Квітова
- Андреа Петкович

### Знялись
- Маріон Бартолі (травма правої литки)
- Карла Суарес Наварро (травма правого стегна)
- Віра Звонарьова (травма лівого кульшового суглобу)

## Учасниці основної сітки в парному розряді

### Сіяні пари
| Країна     | Гравчиня               | Країна    | Гравчиня            | Рейтинг1 | Сіяна |
| ---------- | ---------------------- | --------- | ------------------- | -------- | ----- |
| США        | Лізель Губер           | США       | Ліза Реймонд        | 3        | 1     |
| Індія      | Саня Мірза             | Росія     | Олена Весніна       | 15       | 2     |
| Словаччина | Даніела Гантухова      | Польща    | Агнешка Радванська  | 37       | 3     |
| Росія      | Марія Кириленко        | Німеччина | Сабіне Лісіцкі      | 55       | 4     |
| Іспанія    | Нурія Льягостера Вівес | Австралія | Анастасія Родіонова | 57       | 5     |
| ПАР        | Наталі Грандін         | Чехія     | Владіміра Угліржова | 59       | 6     |
| Німеччина  | Юлія Гергес            | КНР       | Чжен Цзє            | 64       | 7     |
| Чехія      | Івета Бенешова         | Чехія     | Барбора Стрицова    | 66       | 8     |

- 1 Рейтинг подано станом на 6 лютого 2012

### Інші учасниці
Пара, що отримала вайлдкард на участь в основній сітці:
- Фатма Аль Набхані /  Унс Джабір

### Знялись
- Уршуля Радванська (upper respiratory injury)